# Towarzystwo Naukowej Pomocy dla Młodzieży Wielkiego Księstwa Poznańskiego
Towarzystwo Naukowej Pomocy dla Młodzieży Wielkiego Księstwa Poznańskiego – organizacja społeczno-edukacyjna założona w 1841 przez Karola Marcinkowskiego i Macieja Mielżyńskiego. Dożywotnim prezesem towarzystwa był Jan Rymarkiewicz.

## Charakterystyka
Była to pierwsza na ziemiach polskich instytucja stypendialna organizująca pomoc finansową dla zdolnej, ubogiej młodzieży polskiej z terenu zaboru pruskiego, z Wielkiego Księstwa Poznańskiego (Wielkopolski). Przyczyniła się znacznie do przetrwania polskości na tych ziemiach. W ciągu blisko stu lat działalności z pomocy Towarzystwa skorzystało 6,5 tysiąca stypendystów, z których uformowały się szeregi poznańskiej i wielkopolskiej inteligencji. Towarzystwo działało do wybuchu II wojny światowej.